# Jules Lasbaysses
Jules Lasbaysses, né le 12 février 1831 à Lézat-sur-Lèze (Ariège) et mort le 11 février 1893 à Paris, est un homme politique français.

## Biographie
Avocat à Pamiers, il est maire de Pamiers de 1870 à 1888, il lui revient de lire la capitulation de Bazaine en 1871. Révoqué après le 16 mai 1877, il est député de l'Ariège de 1877 à 1893, inscrit au groupe de l'Union républicaine, puis à la Gauche radicale. 
Il était le neveu de Clément Anglade, député, sénateur, conseiller général de l'Ariège. 